# Corrado Lorefice
Corrado Lorefice, né le 12 octobre 1962 à Ispica, province de Raguse (Sicile), est un ecclésiastique catholique italien qui est, depuis le 27 octobre 2015, archevêque métropolite de Palerme.

## Biographie
Né à Ispica, dans la province de Raguse, Corrado Lorefice est ordonné prêtre le 30 décembre 1987.

### Ministères exercés
Il est curé de l'église saint Pierre à Modica jusqu'à sa nomination d'archevêque métropolite de Palerme par le pape François le 27 octobre 2015.
Il est consacré archevêque le 5 décembre 2015 par l'archevêque émérite le cardinal Paolo Romeo et est installé le même jour.

## Œuvres
- Gettate le reti: itinerario parrocchiale di preghiera per le vocazioni, Milan : Edizioni Paoline, 2004  (ISBN 88-315-2602-2)
- Dossetti e Lercaro: la Chiesa povera e dei poveri nella prospettiva del Concilio Vaticano II, Milan : Edizioni Paoline, 2011,  (ISBN 978-88-315-4003-2)
- La compagnia del Vangelo: discorsi e idee di don Pino Puglisi a Palermo, Reggio Emilia, San Lorenzo, 2014  (ISBN 978-88-8071-228-2)